# Kai (Nombre)
El nombre de pila Kai  /ˈkaɪ/ (también Kaj, Kay, Cai, Caj o Cay) es unisex, y tiene varios orígenes y significados en diferentes culturas:
- En estonio, Kai es un nombre femenino (y muy raramente masculino) que significa "embarcadero" o "muelle".[1][2]
- En japonés, Kai tiene varios significados, incluidos "océano" (海), "concha" (貝), "abierto" (開), "restauración" y "recuperación". Y como apellido significa "valor" (甲斐).[3][4]
- En Irlanda del Norte, los datos indicaron que el nombre Kai experimentó un aumento significativo en la popularidad como nombre de pila masculino entre 2002 y 2003.[5]
- Nombre masculino chino de 凯 kǎi puede significar "triunfo, victoria, música triunfal" o "inicio"/"apertura" (开/開). Kai se usa a menudo en nombres que comienzan con "comienzo" (啟) en cantonés.
- En tailandés, Kai significa "pollo" y puede usarse como apodo.
- En hawaiano, Kai es un nombre neutro que significa "mar".
- En maorí, kai significa "comida".[6]
- Forma abreviada masculina frisona de Kaimbe, "guerrero, luchador".
- En euskera, kai es una palabra que significa "embarcadero de un puerto". También podría ser una variante del nombre de pila "Kaio", (del antiguo nombre latino "Caius", que significa "feliz").
- En Finlandia Kai es un nombre de niño común y una forma de "Kaj".
- En galés, Kai es un nombre popular que a menudo también se escribe "Cai". Es una versión reducida de "Cajus" que significa "disfrutar", y a menudo se ha utilizado como un nombre independiente en Gales como se usa en la Leyenda del Rey Arturo. (Sir Kay fue uno de los Caballeros de la Mesa Redonda).

## Día del Santo
El día del nombre de Kai se celebra el 22 de abril, el memorial de San Cayo . 

## Personas Famosas

### A
- Kai Aareleid (nacido en 1972), escritor estonio
- Kai Alaerts (nacido en 1989), esquiador belga
- Kai Alexander (nacido en 1997), actor británico
- Kai Altair (nacido en 1984), músico estadounidense
- Kai Althoff (nacido en 1966), artista multimedia alemán
- Kai Ambos (nacido en 1965), juez alemán
- Kai Normann Andersen (1900-1967), compositor danés
- Kai Arzheimer (nacido en 1969), profesor alemán
- Kai Asakura (nacido en 1993), artista marcial mixto japonés
- Kai Atō (1946-2015), actor japonés

### B
- Kai Behrend, matemático alemán
- Kai Bird (nacido en 1951), periodista estadounidense
- Kai Bjorn (nacido en 1968), marinero canadiense
- Kai Böcking (nacido en 1964), presentador de televisión alemán
- Kai Bracht (nacido en 1978), saltador de esquí alemán
- Kai Brodersen (nacido en 1958), historiador alemán
- Kai Luke Brümmer (nacido en 1993), actor sudafricano
- Kai Brünker (nacido en 1994), futbolista alemán
- Kai Aage Bruun (1899-1971), escritor danés
- Kai Budde (nacido en 1979), jugador alemán
- Kai Bülow (nacido en 1986), futbolista alemán
- Kai Bumann (1961-2022), director de orquesta alemán
- Kai Burger (nacido en 1992), futbolista alemán

### C
- Chang Kai (nacido en 1964), físico chino
- Chen Kai (nacido en 1993), futbolista chino
- Cui Kai (nacido en 1982), atleta de pista y campo chino
- Cui Kai (futbolista) (nacido en 1987), futbolista chino
- Kai Chang (nacido en 2000), lanzador de disco de Jamaica
- Kai Cipot (nacido en 2001), futbolista esloveno
- Kai Compagner (nacido en 1969), remero neerlandés
- Kai Corbett (nacido en 2002), futbolista español
- Kai Correa (nacido en 1988), entrenador de béisbol estadounidense
- Kai Curry-Lindahl (1917-1990), zoólogo sueco

### D
- Deng Kai (nacido en 1959), político chino
- Kai Diekmann (nacido en 1964), periodista alemán
- Kai Donner (1888-1935), lingüista finlandés

### E
- Kai Ebel (nacido en 1964), periodista deportivo alemán
- Kai Eckhardt (nacido en 1961), músico alemán
- Kai Edwards (nacido en 1998), nadador australiano
- Kai Edwards (baloncesto) (nacido en 1997), jugador de baloncesto neerlandés
- Kai Eide (nacido en 1949), diplomático noruego
- Kai Ekanger (1929-2018), político noruego
- Kai Ellis (nacido en 1980), jugador de fútbol americano
- Kai Engelke (nacido en 1946), escritor alemán
- Kai Arne Engelstad (nacido en 1954), patinador de velocidad noruego
- Kai Ephron (nacido en 1965), director de cine estadounidense
- Kai T. Erikson (nacido en 1931), sociólogo austríaco-estadounidense
- Kai Ewans (1906-1988), músico neerlandés-estadounidense

### F
- Feng Kai (nacido en 1974), patinador de velocidad chino
- Kai Fagaschinski (nacido en 1974), músico alemán
- Kai Falkenberg, abogado estadounidense
- Kai Falkenthal (nacido en 1965), regatista alemán
- Kai G. Farley (nacido en 1973), político liberiano
- Kai Fischer (nacido en 1934), actriz alemana
- Kai Fjell (1907-1989), pintor noruego
- Kai Abdul Foday (1924–? ? ), político sierraleonés
- Kai Forbath (nacido en 1987), jugador de fútbol americano
- Kai Fotheringham (nacido en 2003), futbolista escocés
- Kai Frobel, ecologista alemán

### G
- Gong Kai (1222-1307), político chino
- Kai Gehring (nacido en 1977), político alemán
- Kai Gehring (futbolista) (nacido en 1988), futbolista alemán
- Kai Greene (nacido en 1975), culturista estadounidense
- Kai Greene (fútbol) (nacido en 1993), futbolista estadounidense
- Kai Grjotheim (1919-2003), químico noruego
- Kai Gronauer (nacido en 1986), jugador de béisbol alemán
- Kai Gullmar (1905-1982), compositor sueco

### H
- Hu Kai (nacido en 1982), velocista chino
- Kai Haaskivi (nacido en 1955), futbolista finlandés
- Kai Häfner (nacido en 1989), jugador de balonmano alemán
- Kai Hahto (nacido en 1973), baterista finlandés
- Kai Hansen (nacido en 1963), músico alemán
- Kai Harada | (nacido en 1999), escalador japonés
- Kai Havertz (nacido en 1999), futbolista alemán
- Kai Heerings (nacido en 1990), futbolista neerlandés
- Kai Helenius (nacido en 1931), diplomático finlandés
- Kai G. Henriksen (1956-2016), empresario noruego
- Kai Herdling (nacido en 1984), futbolista alemán
- Kai Erik Herlovsen (nacido en 1959), futbolista noruego
- Kai Hermann (nacido en 1938), periodista alemán
- Kai Hesse (nacido en 1985), futbolista alemán
- Kai Hibbard (nacido en 1978), activista estadounidense
- Kai Hirano (nacido en 1987), futbolista japonés
- Kai Hirschmann, funcionario inglés
- Kai Ho (1859-1914), abogado de Hong Kong
- Kai Holm (1896-1985), actor danés
- Kai Holst (1913-1945), activista noruego
- Kai Honasan, cantautor filipino
- Kai Hormann (nacido en 1974), informático alemán
- Kai Horstmann (nacido en 1981), futbolista de rugby inglés
- Kai Horwitz (nacido en 1998), esquiador chileno
- Kai Hospelt (nacido en 1985), jugador de hockey sobre hielo alemán
- Kai Huckenbeck (nacido en 1993), corredor de carreras alemán
- Kai Huisman (nacido en 1995), futbolista neerlandés
- Kai Hundertmarck (nacido en 1969), ciclista alemán
- Huening Kai (nacido en 2002), Idolo de pop coreano

### I
- Kai Ishii (nacido en 1993), futbolista japonés de rugby
- Kai Ishizu (nacido en 2002), futbolista japonés
- Kai Ishizawa (nacido en 1996), boxeador japonés

### J
- Kai Jacobs (nacido en 1995), futbolista de Antigua
- Kai Jahnsson (nacido en 1965), tirador deportivo finlandés
- Kai Jensen (1897-1997), atleta danés
- Kai Johan Jiang (nacido en 1965), empresario sueco-chino
- Kai Johansen (1940-2007), futbolista danés
- Kai Johansson (nacido en 1969), nadador finlandés
- Kai Jølver (1889-1940), pentatleta danés
- Kai Jones (nacido en 2001), jugador de baloncesto de las Bahamas

### K
- Kai Kahele (nacido en 1974), político estadounidense
- Kai Kamaka III (nacido en 1995), artista marcial mixto estadounidense
- Kai Kantola (nacido en 1987), jugador de hockey sobre hielo finlandés-estadounidense
- Kai Kara-France (nacido en 1993), artista marcial mixto de Nueva Zelanda
- Kai Karsten (nacido en 1968), velocista alemán
- Kai Kasiguran (nacido en 1985), futbolista estadounidense
- Kai Kazmirek (nacido en 1991), decatleta alemán
- Kai Kennedy (nacido en 2002), futbolista escocés
- Kai Killerud, jugador de balonmano noruego
- Kai Klefisch (nacido en 1999), futbolista alemán
- Kai Knagenhjelm (1898-1987), funcionario noruego
- Kai Knudsen (1903-1977), juez noruego
- Kai Ko (nacido en 1991), actor y cantante taiwanés
- Kai Kobayashi (nacido en 1993), corredor de carreras japonés
- Kai A. Konrad (nacido en 1961), economista alemán
- Kai Koreniuk (nacido en 1998), futbolista neerlandés-estadounidense
- Kai Kovaljeff (nacido en 1985), saltador de esquí finlandés
- Kai Aage Krarup (1915-2013), ecuestre danés
- Kai Krause (nacido en 1957), diseñador de software alemán
- Kai Krüger (nacido en 1940), jurista noruego
- Kai Kyllönen (nacido en 1965), atleta finlandés

### L
- Kai Lagesen (nacido en 1965), futbolista noruego
- Kai Langerfeld (nacido en 1987), remero canadiense
- Kai Larsen (1926-2012), botánico danés
- Kai Laukkanen (nacido en 1975), piloto de motos finlandés
- Kai Lee, científico chino-estadounidense
- Kai Lehtinen (nacido en 1958), actor finlandés
- Kai Li (nacido en 1954), científico informático chino-estadounidense
- Kai Lightner (nacido en 1999), escalador estadounidense
- Kai Lindberg (1899-1985), político danés
- Kai Linnilä (1942-2017), editor finlandés
- Kai Locksley (nacido en 1996), jugador de fútbol americano
- Kai Londo (1845-1896), guerrero sierraleonés
- Kai Lossgott (nacido en 1980), artista alemán-sudafricano
- Kai Luibrand (nacido en 1994), futbolista alemán
- Kai Lykke (1625-1699), noble danés
- Li Kai (nacido en 1989), futbolista chino
- Liang Kai (1140-1210), pintor chino
- Ling Kai (nacido en 1986), cantautor de Singapur
- Liu Kai (desambiguación), varias personas
- Lu Kai (198–269/270), general militar chino
- Lü Kai (?? -225), político chino
- Lu Kai (bádminton) (nacido en 1991), jugador de bádminton chino

### M
- Kai Mahler (nacido en 1995), esquiador suizo
- Kai Matsuzaki (nacido en 1997), futbolista japonés
- Kai McKenzie-Lyle (nacido en 1997), futbolista inglés
- Kai Meriluoto (nacido en 2003), futbolista finlandés
- Kai Metov (nacido en 1964), cantautor ruso
- Kai Michalke (nacido en 1976), futbolista alemán
- Kai Miki (nacido en 1993), futbolista japonés
- Kai Møller (1859-1940), político noruego
- Kai Müller (nacido en 1988), piragüista alemán
- Kai Mykkänen (nacido en 1979), político finlandés
- Ma Kai (nacido en 1946), político chino

### N
- Kai Nacua (nacido en 1995), jugador de fútbol americano
- Kai Nielsen (desambiguación), varias personas
- Kai Niemi (nacido en 1955), piloto de motos finlandés
- Kai Nieminen (nacido en 1950), escritor finlandés
- Kai Nurminen (nacido en 1969), jugador de hockey sobre hielo finlandés
- Kai Nürnberger (nacido en 1966), jugador de baloncesto alemán
- Kai Nyyssönen (nacido en 1972), futbolista finlandés
- Poh Soo Kai (nacido en 1930), médico de Singapur

### O
- Kai O'Donnell (nacido en 1999), futbolista de la liga de rugby australiana
- Kai Ortio (nacido en 1965), jugador de hockey sobre hielo finlandés
- Kai Oswald (nacido en 1977), futbolista alemán
- Kai Outa (1930-2002), levantador de pesas finlandés
- Kai Øverland (1931-1975), político noruego
- Kai Owen (nacido en 1975), actor galés
- Kai Owen (rugby union) (nacido en 1999), futbolista de rugby inglés
- Kai Owens (nacido en 2004), esquiador estadounidense
- Kai Ozaki (nacido en 1987), esquiador japonés

### P
- Kai Paananen (nacido en 1954), empresario finlandés
- Kai Pahlman (1935-2013), futbolista finlandés
- Kai Paulsen (1947-2002), periodista noruego
- Kai Pearce-Paul (nacido en 2001), futbolista de la liga de rugby inglesa
- Kai Peterson (nacido en 1962), actor alemán
- Kai Pfeiffer (nacido en 1975), artista visual alemán
- Kai Pflaume (nacido en 1967), presentador de televisión alemán
- Kai Pirttijärvi, atleta finlandés
- Kai Pröger (nacido en 1992), futbolista alemán
- Kai Puolamäki, médico finlandés

### Q
- Qidiao Kai, filósofo chino
- Qin Kai (desambiguación), varias personas

### R
- Kai Rapsch (nacido en 1978), músico alemán
- Kai Rautio (nacido en 1964), jugador de hockey sobre hielo finlandés
- Kai Remlov (nacido en 1946), actor noruego
- Kai Reus (nacido en 1985), ciclista neerlandés
- Kai Rimmel (nacido en 1952), político estonio
- Kai Risholt (nacido en 1979), futbolista noruego
- Kai Røberg (nacido en 1973), futbolista noruego
- Kai Rossen, químico alemán
- Kai Rüder (nacido en 1971), ecuestre alemán
- Kai Rüütel (nacido en 1981), cantante estonio
- Kai Ryssdal (nacido en 1963), periodista de radio estadounidense

### S
- Kai Sakakibara (nacido en 1996), ciclista australiano
- Kai Salomaa, científico informático finlandés-canadiense
- Kai Sasaki (nacido en 1998), futbolista japonés
- Kai Sato (nacido en 1984), empresario estadounidense
- Kai Sauer (nacido en 1967), diplomático germano-finlandés
- Kai Schäfer (nacido en 1993), jugador de bádminton alemán
- Kai Schoppitsch (nacido en 1980), futbolista austriaco
- Kai Schramayer (nacido en 1968), tenista alemán en silla de ruedas
- Kai Schumacher (nacido en 1979), pianista alemán
- Kai Schwertfeger (nacido en 1988), futbolista alemán
- Kai Scott (nacido en 1970/1971), abogado estadounidense
- Kai Selvon (nacido en 1992), velocista de Trinidad
- Kai Shibato (nacido en 1995), futbolista japonés
- Kai Siegbahn (1918-2007), físico sueco
- Kai Simons (nacido en 1938), profesor finlandés
- Kai Sjøberg (1936-1994), futbolista noruego
- Kai Somerto (1925-1969), diplomático finlandés
- Kai Soremekun, cineasta canadiense
- Kai Sotto (nacido en 2002), jugador de baloncesto filipino
- Kai Staats (nacido en 1970), cineasta estadounidense
- Kai Starr (nacido en 1964), autor estadounidense
- Kai Steffen (nacido en 1961), futbolista alemán
- Kai Ove Stokkeland (nacido en 1978), entrenador de fútbol noruego
- Kai Stratznig (nacido en 2002), futbolista austriaco
- Kai Suikkanen (nacido en 1959), jugador de hockey sobre hielo finlandés
- Kai Swoboda (nacido en 1971), piragüista australiano
- Kai Syväsalmi, jugador finlandés de hockey sobre hielo
- Song Kai (nacido en 1984), remero chino
- Sun Kai (nacido en 1991), futbolista chino

### T
- Kai Cheng Thom, escritor canadiense
- Kai Tier, comediante australiano
- Kai Toews (nacido en 1998), jugador de baloncesto japonés
- Kai Tracid (nacido en 1972), disc jockey alemán
- Kai Trewin (nacido en 2001), futbolista australiano
- Kai Twilfer (nacido en 1976), comerciante alemán
- Tan Kai (nacido en 1973), técnico informático chino
- Tian Kai (?? -199), general chino

### U
- Kai Ueda (nacido en 1996), jugador de béisbol japonés

### V
- Kai van Hese (nacido en 1989), futbolista neerlandés
- Kai Verbij (nacido en 1994), patinador de velocidad neerlandés
- Kai von Warburg (nacido en 1968), remero alemán

### W
- Kai Wagner (nacido en 1997), futbolista alemán
- Kai Walter (nacido en 1973), piragüista alemán
- Kai Warner (1926-1982), músico alemán
- Kai Wartiainen (nacido en 1953), arquitecto finlandés
- Kai Wegner (nacido en 1972), político alemán
- Kai Wehmeier (nacido en 1968), filósofo germano-estadounidense
- Kai Wessel (desambiguación), varias personas
- Kai Whittaker (nacido en 1985), político alemán
- Kai Widdrington (nacido en 1995), bailarín británico
- Kai Wiesinger (nacido en 1966), actor alemán
- Kai Ashante Wilson, autor estadounidense
- Kai Winding (1922-1983), trombonista de jazz estadounidense
- Kai Wright, periodista estadounidense
- Kai Wucherpfennig, biólogo germano-estadounidense
- Kai Wulff (nacido en 1949), actor estadounidense
- Wang Kai (desambiguación), varias personas

### X
- Xing Kai (nacido en 1989), futbolista chino
- Xu Kai (nacido en 1995), actor chino

### Y
- Kai Yearn (nacido en 2005), futbolista inglés
- Yee Seu Kai, político de Malasia

### Z
- Kai Zeiglar (nacido en 1981), jugador de fútbol americano
- Zhang Kai (nacido en 1982), jugador de baloncesto chino
- Zhang Kai (abogado), abogado chino
- Zheng Kai (nacido en 1986), actor chino
- Zong Kai, atleta paralímpico chino
- Zou Kai (nacido en 1988), gimnasta china

## Personajes de ficción
- Kai Lung, un personaje de una serie de novelas escritas por Ernest Bramah
- Kai, Ninja Rojo en la serie de animación infantil LEGO Ninjago